# Can Puig de Lloret Salvatge
Can Puig de Lloret Salvatge és una masia d'Amer (Selva) inclosa a l'Inventari del Patrimoni Arquitectònic de Catalunya.

## Descripció
Edifici aïllat de tres plantes format per varis adossats i ampiacions amb coberta de doble vessant a façana situat al paratge de Lloret Salvatge. La façana és arrebossada i amb la pedra vista. La maçoneria utilitzada és irregular i poc desbastada a excepció d'algunes obertures i les cadenes cantoneres.
La construcció, de planta irregular però partint d'un rectangle original, consta bàsicament de dos parts. A la part posterior de la casa es conserva part del paller i el sòl de l'antiga era de batre.
La façana principal dona a llevant i està formada per un gran portal format per grans blocs de pedra sorrenca ben escairats i una llinda monolítica. Aquesta llinda destaca per l'existència de dos petits caps esculpits en baix relleu al centre.
Al primer pis hi ha diverses finestres emmarcades de pedra sorrenca, una d'elles datada de 1777. La resta d'obertures han estat reformades, refetes amb rajola i arrebossades.
La teulada ha estat restaurada recentment amb totxanes i noves teules.
A la part nord de la casa es conserva un antic pou cobert amb una volta de pedra.

## Història
Es tracta d'un mas originari de mitjan segle xviii (1777), possiblement reformat llavors sobre una construcció anterior. La seva activitat original era agrícola i ramadera, com encara evidencien els diferents camps aterrossats que hi ha als voltants del mas i dels masos de l'entorn.
Ha estat reformat a finals del segle XX en varis sectors, com la teulada, els interiors i els accessos de la part nord.
Actualment està habitat per masovers neorurals.